# En el nombre del padre (película de 1972)
En el nombre del padre (título original: Nel nome del padre) es una película italiana estrenada en 1972 y dirigida por Marco Bellocchio. 

## Argumento
El guion es una evocación, del autor y director del film, sobre su infancia y su tiempo de estudio con los salesianos.
La trama se desarrolla en 1958 en el ámbito de una escuela religiosa en ruinas. El protagonista, Angelo, se enfrenta a las normas de la escuela y a la disciplina inflexible impuesta por el vicerrector. Eso lo hace destacarse como un rebelde en contraste con el resto de sus compañeros.
La ubicación de la película, en una época y contexto determinado por la ambientación del colegio, sirven de marco para construir una dura crítica a la iglesia.